# Nilüfer Göle
Nilüfer Göle (Ankara, 3 d'octubre de 1953) és una sociòloga i escriptora turca. És professora de sociologia a l'École des Hautes Études en Sciences Sociales, a París. Sociòloga i directora d'estudis a l'École des Hautes Études en Sciences Sociales a París, actualment treballa sobre les modernitats múltiples, l'espai públic i l'islam en un projecte de l'European Research Council. És experta en les repercussions socials de les relacions interculturals i una intel·lectual de referència en la investigació sobre el paper de les dones musulmanes en els països occidentals. És autora de Musulmanas y modernas, velo y civilización en Turquía (Talasa 1995) i Interpretaciones. El islam y Europa  (Edicions Bellaterra, 2005), en el qual posa en qüestió la imatge antagònica que enfronta un Occident modern i laic, i un Islam ancorat en la fe i les tradicions.